# إبيسو (إله)
إبيسو (باليابانية: 恵比須, 恵比寿) كما يطلق عليه اسم هيروكو (蛭子) أو كوتوشيرو-نوشي-نو-كامي (事代主神) هو إله في اليابان لصيد الأسماك، والعمال والحظ السعيد كما أنه يعتبر حاميا للصحة والأطفال الصغار. يعد إبيسو أحد آلهة الحظ السبعة والوحيد من بينهم الذي أصله من اليابان.

## أصل هيروكو
في القديم كان يطلق على إبيسو اسم هيروكو والتي تعني "الطفل العلقة"، وهو أول أبناء الإله إيزاناغي والإلهة إيزانامي حيث ولد من دون عظام (أو من دون أطراف على حسب روايات أخرى) وذلك بسبب مخالفة إيزانامي لطقوس الزواج بطلبها الزواج من إيزاناغي وليس العكس. رمي هيروكو في البحر بقارب مصنوع من القصب قبل عيد ميلاده الثالث، حيث انتهى به المطاف إلى إيزو (蝦夷) في شمال اليابان وتم رعايته من قبل الأينو. قاوم الطفل الصغير المصاعب ونمى له أطراف واكتمل هيكله العظمي مع عمر الثالثة وتحول إلى الإله إبيسو، إلا أنه بقي به بعض الشلل وأصما إلا أنه كان مرحا ولذلك يلقب بالإله الضاحك.
كان ارتباط إبيسو بالبحر سببا في اعتباره إله الصيادين، ومن هنا جاءت الصورة النمطية عنه بأنه يحمل صنارة صيد وسمكة دنيس بحري "تاي" كبيرة. تُعد أسماك الدنيس البحري ميمونة في اليابان بسبب ارتباطها بكلمة "ميديتاي (ميمون)".

## المهرجانات
يقام مهرجان إبيسو في الشهر العاشر، وذلك في الوقت الذي يجتمع فيه ثمانية ملايين من آله اليابان في ضريح إيزومو، إلا أن إبيسو الأصم لا يسمع الدعوات للاجتماع لذلك يكون متاحا للعبادة في تلك الفترة.

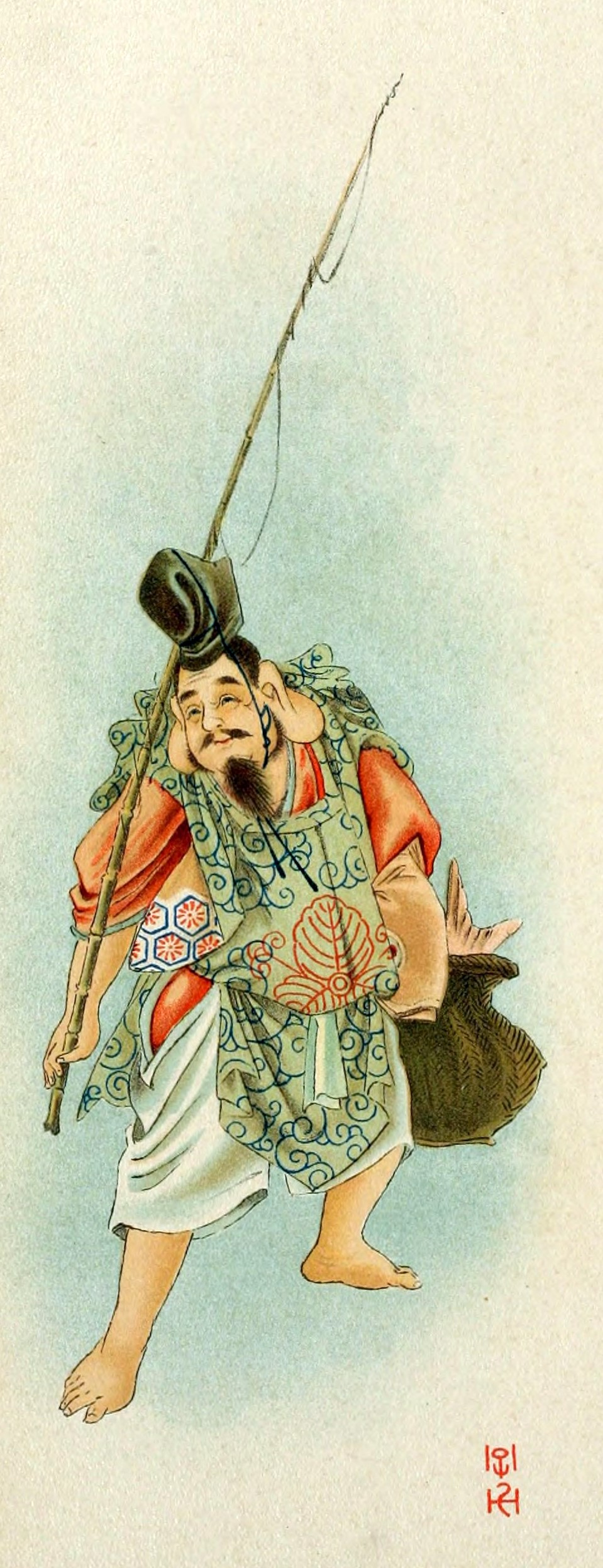
رسم يصور إبيسو يحمل صنارة صيد.

تشتهر مدينة كانساي بمهرجانات شهر يناير/كانون الثاني التي تحتفل بإبيسو في مواقع تشمل معبد إيمامييا إبيسو في أوساكا ومعبد نيشينومييا في نيشينومييا بمحافظة هيوغو. يتضمن المهرجان الذي يجرى في معبد نيشينومييا سباقا يصبح فيه أسرع المتسابقين "فوكوتوكو (رجال محظوظون)" وينعمون بحظ جيد لهذا العام.